# Semileptotettix
Semileptotettix is een geslacht van rechtvleugeligen uit de familie sabelsprinkhanen (Tettigoniidae). De wetenschappelijke naam van dit geslacht is voor het eerst geldig gepubliceerd in 1895 door Brunner von Wattenwyl.

## Soorten
Het geslacht Semileptotettix omvat de volgende soorten:
- Semileptotettix arenosus Burmeister, 1838
- Semileptotettix litoris Piza, 1978
- Semileptotettix salvadorii Griffini, 1896
- Semileptotettix triangularis Brunner von Wattenwyl, 1895